# Cristián Verón
Cristián Gabriel Verón (El Talar, Provincia de Buenos Aires, Argentina, 14 de julio de 1978) es un ex-futbolista argentino, jugaba de mediocampista.

## Trayectoria
Surgido de las divisiones inferiores de Club Atlético Platense. Debutó en ese club en 1997. En el 2002 pasó a El Porvenir después de estar 4 año en el club calamar. En El Porvenir estuvo un año. En el 2003 pasó a Gimnasia y Esgrima de Concepción del Uruguay. En el 2004 pasó a San Martín de San Juan. Deportes La Serena puso sus ojos en él y lo integró a sus filas en el 2007. Se retiró en este club en el año 2008.

## Clubes
| Club                                         | País      | Año       |
| -------------------------------------------- | --------- | --------- |
| Platense                                     | Argentina | 1997-2002 |
| El Porvenir                                  | Argentina | 2002-2003 |
| Gimnasia y Esgrima de Concepción del Uruguay | Argentina | 2003-2004 |
| San Martín de San Juan                       | Argentina | 2004-2006 |
| Deportes La Serena                           | Chile     | 2007-2008 |